# Есе
Есе (на френски: essai, от essayer – „опитвам“) е жанр на прозата, съчетание между критика (най-често литературна), философия и публицистика в художествена форма, поставящ си за цел да изясни с помощта на въздействен език актуални културно-обществени проблеми, по които още няма ясни становища или съществуват големи различия.
Есето е кратък по обем текст с цел критика или обсъждане на актуален проблем.
Освен с образност и афористичност есеистичният стил се отличава с творческа самобитност и новаторски дух. За основоположник на този жанр в пряк смисъл на думата е смятан френският хуманист Монтен, който през 1588 г. публикува своите „Есета“. Монтен избира името „есе“, за да подчертае, че произведенията му са опит, старание да опише личните си размишления и преживявания. Монтен, по един блестящ начин, с поразителна искреност предава размислите и чувствата си за най-личните неща от живота. Друг известен съвременник на Монтен е английският писател Франсис Бейкън, който издава своите „Есета“ през 1597 г. Стилът на Бейкън се различава от този на Монтен със своята строгост и приповдигнатост, а темите са твърде мрачни.
За развитието на този жанр допринасят Робърт Луис Стивънсън, Стендал, Волтер, Мигел де Унамуно, Ортега и Гасет. Широко разпространение есето получава през XX век, когато изкушава много западноевропейски белетристи и публицисти, сред които на безспорен успех се радват: Ромен Ролан, Бърнард Шоу, Томас Ман, Андре Мороа, Жан-Пол Сартър.
Като писатели есеисти в българската литература се изявяват Памела Феодорова Георгиева, Константин Величков, Боян Болгар, Асен Златаров, Ефрем Карамфилов, Стефан Продев, Николай Хайтов, Георги Марков.